# Planorotalites
Planorotalites es un género de foraminífero planctónico de la familia Globorotaliidae, de la superfamilia Globorotalioidea, del suborden Globigerinina y del orden Globigerinida. Su especie tipo es Globorotalia pseudoscitula. Su rango cronoestratigráfico abarca desde el Ypresiense (Eoceno inferior) hasta el Luteciense (Eoceno medio).

## Descripción
Planorotalites incluía especies con conchas trocoespiraladas, de forma biconvexa aplastada o discoidal; sus cámaras son romboidales, y seleniformes en el lado espiral; sus suturas intercamerales eran niveladas o poco incididas; su contorno ecuatorial era redondeado y ligeramente lobulado; su periferia es aguda, con muricocarena poco desarrollada; el ombligo era pequeño y somero; su abertura principal era interiomarginal, umbilical-extraumbilical, con forma de ranura asimétrica y bordeada por un labio; presentaban pared calcítica hialina, perforada con poros cilíndricos, y superficie pustulosa, en ocasiones de apariencia muricada.

## Discusión
Muchos autores han incluido en Planorotalites especies que posteriormente fueron incluidas en Globanomalina, Luterbacheria o Igorina. Clasificaciones posteriores han incluido Planorotalites en la familia Planorotalitidae y en la superfamilia Globigerinoidea.

## Paleoecología
Planorotalites incluía especies con un modo de vida planctónico, de distribución latitudinal cosmopolita, preferentemente tropical-subtropical, y habitantes pelágicos de aguas profundas (medio mesopelágico inferior a batipelágico superior).

## Clasificación
Planorotalites incluye a las siguientes especies:
- Planorotalites capdevilensis †
- Planorotalites pseudoscitula †

Otras especies consideradas en Planorotalites son:
- Planorotalites chapmani †, considerada como Globanomalina chapmani
- Planorotalites ehrenbergi †, considerada como Luterbacheria ehrenbergi
- Planorotalites elongata †, considerada como Luterbacheria elongata
- Planorotalites hausbergensis †, considerada como Globanomalina hausbergensis
- Planorotalites imitata †, considerada como Globanomalina imitata
- Planorotalites indiscriminata †
- Planorotalites palaeoscitula †
- Planorotalites planoconica †, considerada como Luterbacheria planoconica
- Planorotalites pseudochapmani †
- Planorotalites pseudomenardii †, considerada como Luterbacheria pseudomenardii
- Planorotalites tauricus
- Planorotalites troelseni †, considerada como Luterbacheria troelseni